# 宗谷海岸
宗谷海岸（そうやかいがん、英: Sôya Coast）は、南極のドロンニング・モード・ランドにあるリュツォー＝ホルム湾の海岸。
南極地域観測隊 (JARE) は、1936年から1937年にかけのてラース・クリステンセン遠征隊が撮影した航空写真をもとに、1957年からこの海岸線で詳細な測量作業を行い、調査船「宗谷」にちなんで命名した。